# Campionato cileno di hockey su pista
Il campionato cileno di hockey su pista è il torneo istituito ed organizzato dalla Federazione di pattinaggio del Cile.

## Albo d'oro
| Stagione            | Vincitore              | Secondo Posto          | Terzo posto            | Note                   |
| Honor Apertura 1942 | Santiago               |                        |                        |                        |
| 1943                | Edizione non disputata | Edizione non disputata | Edizione non disputata | Edizione non disputata |
| 1944                | Edizione non disputata | Edizione non disputata | Edizione non disputata | Edizione non disputata |
| Honor Apertura 1945 | Colo-Colo              |                        |                        |                        |
| 1946                | Edizione non disputata | Edizione non disputata | Edizione non disputata | Edizione non disputata |
| Honor Apertura 1947 | Colo-Colo              |                        |                        |                        |
| Honor Apertura 1948 | Universidad Católica   |                        |                        |                        |
| Honor Apertura 1949 | Everton                |                        |                        |                        |
| Honor Apertura 1950 | Everton                |                        |                        |                        |
| 1951                | Edizione non disputata | Edizione non disputata | Edizione non disputata | Edizione non disputata |
| Honor Apertura 1952 | Deportivo Thomas Bata  |                        |                        |                        |
| Honor Apertura 1953 | Deportivo Thomas Bata  |                        |                        |                        |
| Honor Apertura 1954 | Deportivo Thomas Bata  |                        |                        |                        |
| Honor Apertura 1955 | Audax Italiano         |                        |                        |                        |
| Honor Apertura 1956 | Audax Italiano         |                        |                        |                        |
| Honor Apertura 1957 | Audax Italiano         |                        |                        |                        |
| Honor Apertura 1958 | Audax Italiano         |                        |                        |                        |
| Honor Apertura 1959 | Audax Italiano         |                        |                        |                        |
| Honor Apertura 1960 | Audax Italiano         |                        |                        |                        |
| Honor Apertura 1961 | Audax Italiano         |                        |                        |                        |
| 1962                | Edizione non disputata | Edizione non disputata | Edizione non disputata | Edizione non disputata |
| 1963                | Edizione non disputata | Edizione non disputata | Edizione non disputata | Edizione non disputata |
| Honor Apertura 1964 | Deportivo Thomas Bata  |                        |                        |                        |
| Dal 1965 al 1970    | Edizioni non disputate | Edizioni non disputate | Edizioni non disputate | Edizioni non disputate |
| Honor Apertura 1971 | Leon Prado             |                        |                        |                        |
| 1972                | Edizione non disputata | Edizione non disputata | Edizione non disputata | Edizione non disputata |
| Honor Apertura 1973 | Audax Italiano         |                        |                        |                        |
| Honor Apertura 1974 | Leon Prado             |                        |                        |                        |
| Honor Apertura 1975 | Leon Prado             |                        |                        |                        |
| Honor Clausura 1975 | Leon Prado             |                        |                        |                        |
| 1976                | Edizione non disputata | Edizione non disputata | Edizione non disputata | Edizione non disputata |
| Honor Apertura 1977 | Unión Española         |                        |                        |                        |
| Dal 1978 al 1981    | Edizioni non disputate | Edizioni non disputate | Edizioni non disputate | Edizioni non disputate |
| Honor Apertura 1982 | Liceo Manuel de Salas  |                        |                        |                        |
| Honor Apertura 1983 | Liceo Manuel de Salas  |                        |                        |                        |
| Honor Apertura 1984 | Liceo Manuel de Salas  |                        |                        |                        |
| Honor Apertura 1985 | Liceo Manuel de Salas  |                        |                        |                        |
| Dal 1986 al 2000    | Edizioni non disputate | Edizioni non disputate | Edizioni non disputate | Edizioni non disputate |
| Apertura 2001       | Leon Prado             |                        |                        |                        |
| Apertura 2002       | Universidad de Chile   |                        |                        |                        |
| Apertura 2003       | Leon Prado             |                        |                        |                        |
| Apertura 2004       | Liceo Manuel de Salas  |                        |                        |                        |
| Apertura 2005       | Deportivo Thomas Bata  |                        |                        |                        |
| Apertura 2006       | Universidad Católica   |                        |                        |                        |
| Clausura 2006       | Deportivo Thomas Bata  |                        |                        |                        |
| Apertura 2007       | Deportivo Thomas Bata  |                        |                        |                        |
| Clausura 2007       | Leon Prado             |                        |                        |                        |
| Apertura 2008       | Colegio San Agustín    |                        |                        |                        |
| Clausura 2008       | Universidad de Chile   |                        |                        |                        |
| Honor Apertura 2008 | Saint Mary Joseph      |                        |                        |                        |
| Honor Clausura 2008 | Universidad de Chile   |                        |                        |                        |
| Apertura 2009       | Universidad Católica   |                        |                        |                        |
| Clausura 2009       | Colegio San Agustín    |                        |                        |                        |
| Honor Apertura 2009 | Colegio San Agustín    |                        |                        |                        |
| Honor Clausura 2009 | Universidad de Chile   |                        |                        |                        |
| Apertura 2010       | Universidad Católica   |                        |                        |                        |
| Clausura 2010       | Universidad Católica   |                        |                        |                        |
| Honor Apertura 2010 | Universidad Católica   |                        |                        |                        |
| Honor Clausura 2010 | Colegio San Agustín    |                        |                        |                        |
| 2011                | Edizione non disputata | Edizione non disputata | Edizione non disputata | Edizione non disputata |
| Clausura 2012       | Leon Prado             |                        |                        |                        |
| Honor Clausura 2012 | Colegio San Agustín    |                        |                        |                        |
| Clausura 2013       | Universidad de Chile   |                        |                        |                        |

### Riepilogo vittorie per squadra
| Numero | Club                  | Anni                                                     |
| ------ | --------------------- | -------------------------------------------------------- |
| 8      | Audax Italiano        | 1955, 1956, 1957, 1958, 1959, 1960, 1961, 1973           |
| 8      | Leon Prado            | 1971, 1974, 1975 HA, 1975 HC, 2001, 2003, 2007 C, 2012 C |
| 7      | Deportivo Thomas Bata | 1952, 1953, 1954, 1964, 2005, 2006 C, 2007 A             |
| 6      | Universidad Católica  | 1948, 2006 A, 2009 A, 2010 A, 2010 C, 2010 HA            |
| 5      | Liceo Manuel de Salas | 1982, 1983, 1984, 1985, 2004                             |
| 5      | Colegio San Agustín   | 2008 A, 2009 C, 2009 HA, 2010 HC, 2012 HC                |
| 5      | Universidad de Chile  | 2002, 2008 C, 2008 HC, 2009 HC, 2013                     |
| 2      | Colo-Colo             | 1945, 1947                                               |
| 2      | Everton               | 1949, 1950                                               |
| 1      | Santiago              | 1942                                                     |
| 1      | Unión Española        | 1977                                                     |
| 1      | Saint Mary Joseph     | 2008 HA                                                  |